# Pedinura flindersia
Pedinura flindersia är en kräftdjursart som beskrevs av Bruce2003. Pedinura flindersia ingår i släktet Pedinura och familjen klotkräftor. Inga underarter finns listade i Catalogue of Life.